# Filippo Pacini
Filippo Pacini (Pistoia, 25 de mayo de 1812-Florencia, 9 de julio de 1883) fue un investigador médico anatomista italiano. 

## Biografía
Filippo Pacini era hijo de Francesco Pacini, un zapatero, y de Umiltà Dolfi. Desde temprano sus padres querían que se dedicara a estudios religiosos. Así fue educado en el Seminario Episcopal de Pistoia y más tarde en la Academia clásica. Ya desde niño demostró un gran amor hacia las ciencias naturales, en 1830 abandonó su carrera eclesiástica y se dedicó a la medicina.
En 1835, durante su clase de disección en la Escuela Médica de Pistoia (Scuola Medica di Pistoia) fundada en 1666 en su ciudad natal, Pacini descubrió pequeños órganos sensoriales en el sistema nervioso que pueden detectar presión y vibraciones, pero no publicó su investigación hasta 1840 en "Nuovi organi descubierta nel corpo umano". Después de pocos años, el trabajo era ampliamente conocido en Europa y los cuerpos habían llegado a conocerse como corpúsculos de Pacini.

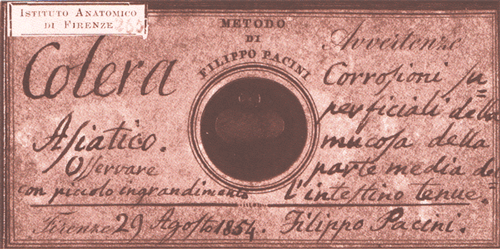
Un preparado de microscopio, por Pacini en 1854, claramente identifica a los bacilos del cólera.

Aisló el bacilo Vibrio cholerae (bacilo del cólera) en 1854, 30 años antes que los descubrimientos hechos por Robert Koch. Pacini nunca se casó y dejó la mayor parte de su dinero restante a sus dos hermanas enfermas. Murió en la pobreza en Florencia el 9 de julio de 1883 y fue enterrado en el cementerio de la Misericordia.

## Obra
- Pacini, Filippo (1865). Sulla causa specifica del colera asiatico, il suo processo patologico e la indicazione curativa che ne resulta (en italiano). Florencia: Tip. Di Giuseppe Mariani. OCLC 459060334.